# Cantón de Barcillonnette
El cantón de Barcillonnette era una división administrativa francesa, que estaba situada en el departamento de Altos Alpes y la región de Provenza-Alpes-Costa Azul.

## Composición
El cantón estaba formado por tres comunas:
- Barcillonnette
- Esparron
- Vitrolles

## Supresión del cantón de Barcillonnette
En aplicación del Decreto n.º 2014-193 de 20 de febrero de 2014, el cantón de Barcillonnette fue suprimido el 22 de marzo de 2015 y sus 3 comunas pasaron a formar parte del nuevo cantón de Tallard.